# Ligne Nissei
La ligne Nissei (日生線, Nissei-sen) est une courte ligne ferroviaire de la compagnie Noseden dans la préfecture de Hyōgo, au Japon. Elle relie la gare de Yamashita à Kawanishi à la gare de Nissei-chuo à Inagawa.

## Histoire
La ligne ouvre le 12 décembre 1978.

## Caractéristiques

### Ligne
- longueur : 2,6 km
- écartement des voies : 1 435 mm
- vitesse maximale : 80 km/h
- nombre de voies : double voie

### Services et interconnexions
À Yamashita, certains trains continuent sur la ligne Myōken jusqu'à Kawanishi-Noseguchi. Les services Nissei Express vont jusqu'à Osaka-Umeda.

### Liste des gares
| Numéro | Gare        | Nom japonais | Distance (km) | Correspondances                   | Localisation |
| ------ | ----------- | ------------ | ------------- | --------------------------------- | ------------ |
| NS10   | Yamashita   | 山下         | 0             | Noseden : Myōken (interconnexion) | Kawanishi    |
| NS21   | Nissei-chuo | 日生中央     | 2,6           |                                   | Inagawa      |